# Platymiscium trinitatis
Platymiscium trinitatis är en ärtväxtart som beskrevs av George Bentham. Platymiscium trinitatis ingår i släktet Platymiscium och familjen ärtväxter. Inga underarter finns listade i Catalogue of Life.